# Basquetebol nos Jogos Pan-Americanos de 1951
A competição do basquetebol nos Jogos Pan-americanos de 1951 aconteceu no Ginásio Luna Park, em Buenos Aires, Argentina.

## Países participantes
Um total de dez delegações enviaram equipes para as competições de basquetebol.
| - ARG Argentina - BRA Brasil - CHI Chile - CUB Cuba - COL Colômbia | - ECU Equador - USA Estados Unidos - MEX México - PAR Paraguai - PAN Panamá |

## Formato
Quatro equipes (Colômbia, Cuba, Panamá e Paraguai) disputaram uma preliminar para definir os dois times que se juntariam às outras seis equipes da fase classificatória. Os vencedores de cada jogo da primeira fase se classificariam ao hexagonal final, que seria completado com dois vencedores da repescagem formada pelas equipes derrotadas na preliminar e na primeira fase. Ainda houve um torneio de consolação com as equipes que não conseguiram chegar ao hexagonal final.

## Tabela

### Fase preliminar
| 27 de fevereiro 16:30 |                          | Cuba | 53–44 | Paraguai |  | Luna Park, Buenos Aires Árbitros: ECU Ceballos BRA Felippe Anauate |  |
| 27 de fevereiro 16:30 | Placar por quarto: 17–16 |      |       |          |  | Luna Park, Buenos Aires Árbitros: ECU Ceballos BRA Felippe Anauate |  |

| 27 de fevereiro 18:00 |                          | Panamá | 60–56 | Colômbia |  | Luna Park, Buenos Aires Árbitros: CHI Benedito Flores PAR Romero |  |
| 27 de fevereiro 18:00 | Placar por quarto: 31–20 |        |       |          |  | Luna Park, Buenos Aires Árbitros: CHI Benedito Flores PAR Romero |  |

### Fase classificatória
| 27 de fevereiro 21:00 |                          | Estados Unidos | 74–52 | Equador |  | Luna Park, Buenos Aires Árbitros: ARG Ernesto Lastra MEX Fausto |  |
| 27 de fevereiro 21:00 | Placar por quarto: 44–11 |                |       |         |  | Luna Park, Buenos Aires Árbitros: ARG Ernesto Lastra MEX Fausto |  |
| 27 de fevereiro 21:00 | Pts: Barksdale 23        |                |       |         |  | Luna Park, Buenos Aires Árbitros: ARG Ernesto Lastra MEX Fausto |  |

| 27 de fevereiro 22:30 |                          | Argentina | 58–45          | México |  | Luna Park, Buenos Aires Árbitros: BRA César Porto PER Airaldi |  |
| 27 de fevereiro 22:30 | Placar por quarto: 32–24 |           |                |        |  | Luna Park, Buenos Aires Árbitros: BRA César Porto PER Airaldi |  |
| 27 de fevereiro 22:30 | Pts: González 19         |           | Pts: Gudino 12 |        |  | Luna Park, Buenos Aires Árbitros: BRA César Porto PER Airaldi |  |

| 28 de fevereiro |                                 | Brasil | 62–44             | Panamá |  | Luna Park, Buenos Aires Árbitros: PER Airaldi MEX Alvarez |  |
| 28 de fevereiro | Placar por quarto: 27–18        |        |                   |        |  | Luna Park, Buenos Aires Árbitros: PER Airaldi MEX Alvarez |  |
| 28 de fevereiro | Pts: Alfredo 15 Mário Hermes 15 |        | Pts: Arosemena 13 |        |  | Luna Park, Buenos Aires Árbitros: PER Airaldi MEX Alvarez |  |

| 28 de fevereiro |                 | Chile | 46–36         | Cuba |  | Luna Park, Buenos Aires Árbitros: ARG Ernesto Lastra USA Farrel |  |
| 28 de fevereiro | Pts: Bernedo 19 |       | Pts: Reyes 12 |      |  | Luna Park, Buenos Aires Árbitros: ARG Ernesto Lastra USA Farrel |  |

#### Repescagem
| 28 de fevereiro |                          | México | 54–43 | Paraguai |  | Luna Park, Buenos Aires |  |
| 28 de fevereiro | Placar por quarto: 31–20 |        |       |          |  | Luna Park, Buenos Aires |  |

| 28 de fevereiro |                          | Equador | 47–25 | Colômbia |  | Luna Park, Buenos Aires |  |
| 28 de fevereiro | Placar por quarto: 25–12 |         |       |          |  | Luna Park, Buenos Aires |  |

| 1 de março |  | Cuba | 44–42 | Equador |  | Luna Park, Buenos Aires |  |

| 1 de março |  | Panamá | 62–57 | México |  | Luna Park, Buenos Aires |  |

### Fase final
| 2 de março |  | Chile | 61–51 | Panamá |  | Luna Park, Buenos Aires |  |

| 2 de março |  | Estados Unidos | 77–59 | Cuba |  | Luna Park, Buenos Aires |  |

| 2 de março |                          | Argentina | 58–47 | Brasil |  | Luna Park, Buenos Aires |  |
| 2 de março | Placar por quarto: 30–30 |           |       |        |  | Luna Park, Buenos Aires |  |

| 4 de março |  | Brasil | 58–39 | Chile |  | Luna Park, Buenos Aires |  |

| 4 de março |  | Argentina | 72–56 | Cuba |  | Luna Park, Buenos Aires |  |

| 4 de março |  | Estados Unidos | 90–55 | Panamá |  | Luna Park, Buenos Aires |  |

| 5 de março |  | Estados Unidos | 69–50 | Chile |  | Luna Park, Buenos Aires |  |

| 5 de março |  | Brasil | 57–46 | Cuba |  | Luna Park, Buenos Aires |  |

| 5 de março |  | Argentina | 65–54 | Panamá |  | Luna Park, Buenos Aires |  |

| 6 de março |                          | Cuba | 73–67              | Panamá |  | Luna Park, Buenos Aires |  |
| 6 de março | Placar por quarto: 35–17 |      |                    |        |  | Luna Park, Buenos Aires |  |
| 6 de março | Pts: Wiltz (19)          |      | Pts: Luzcando (14) |        |  | Luna Park, Buenos Aires |  |

| 6 de março |                          | Estados Unidos | 74–42             | Brasil |  | Luna Park, Buenos Aires Árbitros: ARG Ernesto Lastra CHI Benedito Flores |  |
| 6 de março | Placar por quarto: 28–22 |                |                   |        |  | Luna Park, Buenos Aires Árbitros: ARG Ernesto Lastra CHI Benedito Flores |  |
| 6 de março | Pts: Barksdale (24)      |                | Pts: Algodão (12) |        |  | Luna Park, Buenos Aires Árbitros: ARG Ernesto Lastra CHI Benedito Flores |  |

| 6 de março |                          | Argentina | 54–47 | Chile |  | Luna Park, Buenos Aires Árbitros: BRA César Porto |  |
| 6 de março | Placar por quarto: 21–21 |           |       |       |  | Luna Park, Buenos Aires Árbitros: BRA César Porto |  |

| 8 de março |                          | Panamá | 70–51             | Brasil |  | Luna Park, Buenos Aires |  |
| 8 de março | Placar por quarto: 29–25 |        |                   |        |  | Luna Park, Buenos Aires |  |
| 8 de março | Pts: Luzcando (18)       |        | Pts: Alfredo (11) |        |  | Luna Park, Buenos Aires |  |

| 8 de março |  | Cuba | 60–53 | Chile |  | Luna Park, Buenos Aires |  |

| 8 de março |                          | Estados Unidos | 57–51                 | Argentina |  | Luna Park, Buenos Aires Árbitros: BRA César Porto BRA Felippe Anauate |  |
| 8 de março | Placar por quarto: 29–23 |                |                       |           |  | Luna Park, Buenos Aires Árbitros: BRA César Porto BRA Felippe Anauate |  |
| 8 de março | Pts: Barksdale (16)      |                | Pts: Del Vecchio (14) |           |  | Luna Park, Buenos Aires Árbitros: BRA César Porto BRA Felippe Anauate |  |

#### Torneio de consolação
| 4 de março |  | Paraguai | 78–52 | México |  | Luna Park, Buenos Aires |  |

| 4 de março |  | Equador | 55–41 | Colômbia |  | Luna Park, Buenos Aires |  |

| 5 de março |                          | México | 59–35 | Equador |  | Luna Park, Buenos Aires |  |
| 5 de março | Placar por quarto: 26–21 |        |       |         |  | Luna Park, Buenos Aires |  |

| 5 de março |                         | Paraguai | 57–24 | Colômbia |  | Luna Park, Buenos Aires |  |
| 5 de março | Placar por quarto: 38–9 |          |       |          |  | Luna Park, Buenos Aires |  |

| 7 de março |  | Equador | 45–40 | Paraguai |  | Luna Park, Buenos Aires |  |

| 7 de março |                          | México | 76–32 | Colômbia |  | Luna Park, Buenos Aires |  |
| 7 de março | Placar por quarto: 34–12 |        |       |          |  | Luna Park, Buenos Aires |  |

## Classificação final
| Posição | Time               |
| ------- | ------------------ |
| 1.      | USA Estados Unidos |
| 2.      | ARG Argentina      |
| 3.      | BRA Brasil         |
| 4.      | CUB Cuba           |
| 5.      | CHI Chile          |
| 6.      | PAN Panamá         |
| 7.      | PAR Paraguai       |
| 8.      | MEX México         |
| 9.      | ECU Equador        |
| 10.     | COL Colômbia       |